# Brainans
Brainans település Franciaországban, Jura megyében. Lakosainak száma 191 fő (2022. január 1.). Brainans Montholier, Bersaillin, Neuvilley, Tourmont és Villerserine községekkel határos.

## Népesség
A település népességének változása:
| Lakosok száma | 162  | 129  | 167  | 171  | 161  | 165  | 171  | 170  | 172  | 191  |
|               | 1968 | 1982 | 1990 | 2006 | 2013 | 2015 | 2017 | 2019 | 2020 | 2022 |